# Onward Christian Soldiers
Onward Christian Soldiers è un film muto del 1918 diretto da Rex Wilson.

## Trama
Una ragazza corrisponde con un soldato al fronte. Lui le chiede una foto e la ragazza, temendo di deluderlo per il suo aspetto semplice e senza fronzoli, gli manda allora la foto di sua sorella, molto più civettuola di lei. Lui si innamora e la giovane teme un loro eventuale incontro. Il soldato, quando torna a casa, è cieco. Non si accorgerà di aver amato l'immagine di un'altra e sposa la donna che lo ama veramente.

## Produzione
Il film fu prodotto dalla G.B. Samuelson Productions.

## Distribuzione
Distribuito dalla Moss, il film uscì nelle sale cinematografiche britanniche nel dicembre 1918.